# 機敏號核潛艇
機敏號核潛艇（HMS Astute S119）為英國最大最先進的核潛艇，機敏級核潛艇的首艦，由王儲查理斯（HRH Prince Charles）的妻子卡米拉（HRH Camilla）命名，造價約35億英磅，將逐步取代迅捷級潛艇和特拉法加級潛艇。全長97米的機敏號，是皇家海軍最新及隱形性能最好的攻擊型核動力潛艇，外圍以三萬九千塊隔音板覆蓋，可偷偷接近敵人的戰船和潛艇。
機敏號於當地時間2010年10月22日早上約八時在蘇格蘭的斯凱島（Isle of Skye）沿岸擱淺，事件中無人受傷，但英國《太陽報》指俄羅斯一艘阿庫拉級核潛艇可能正在附近。

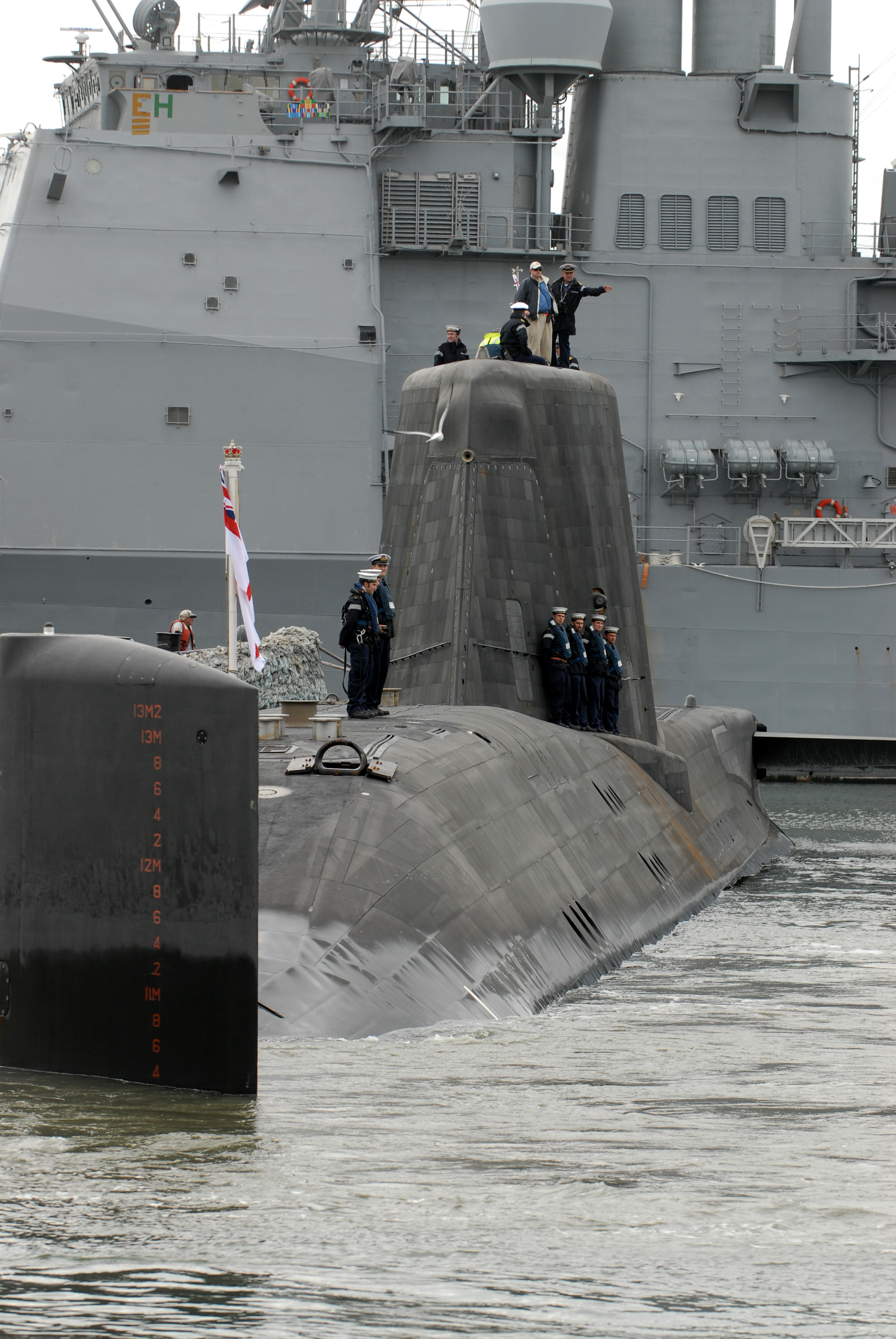
機敏號訪美